# Право на љубав
Право на љубав (шп. El privilegio de amar) мексичка је теленовела, продукцијске куће Телевиса, снимана током 1998. и 1999.
У Србији је приказивана током 1999. и 2000. на телевизији Пинк.

## Синопсис
Хуан де ла Круз је свештеник који је у младости провео страсну ноћ са служавком Лусијаном, не слутећи да ће то, двадесет година касније, из корена променити његов живот. Лусијана је тада остала трудна али, будући да је била на ивици егзистенције и препуштена самој себи, морала је девојчицу да остави пред вратима једне куће, молећи се Богу да је њени станари пронађу и омогуће јој пристојан живот. Како су године пролазиле, Лусијана је преко ноћи догурала до успешне жене, власнице перспективне модне куће и супруге славног глумца Андреса Дувала, коју сенке прошлости не остављају на миру.
Упркос слави, богатству и мужевљевој пажњи, она пати за ћерком коју је одавно напустила, не слутећи да јој се она налази испред носа, у лику прелепе манекенке Кристине. Због гриже савести, Лусијана се све више удаљава од мужа, који утеху тражи у скривеној вези са Лоренсом, Кристинином цимерком. Своју везу од очију јавности сакривају и Кристина и Виктор Мануел. Он је Андресов син из првог брака, односно Лусијанин посинак. Када за то сазна славна креаторка, Кристина ће право са модне писте „слетети“ право на улицу. Виктор ће бити принуђен да се вери трудном Тамаром, хистеричном и размаженом девојком, која ће га захваљујући лукавству, ипак, отерати пред олтар. Убрзо после раскида са Виктором Мануелом, Кристина открива да је и она у другом стању. Несрећна девојка успева да пронађе други посао, али немилосрдна Лусијана ће учинити све да јој загорчала живот.

## Улоге
| Глумац:          | Улога:                       |
| ---------------- | ---------------------------- |
| Адела Норијега   | Kристина Миранда             |
| Рене Стриклер    | Виктор Мануел Дувал          |
| Eлена Рохо       | Лусијана Ернандез            |
| Андрес Гарсија   | Андрес Дувал                 |
| Сесар Евора      | Хуан де ла Круз              |
| Марга Лопез      | Ана Хоакина Велерде          |
| Енрике Роча      | Николас Обрегон              |
| Синтија Клитбо   | Тамара де ла Колина          |
| Сабине Мусијер   | Лоренса Торес                |
| Адријана Нијето  | Лизбет                       |
| Рамон Абаскал    | Хосе Марија Ћема             |
| Исадора Гонзалез | Макловија                    |
| Педро Вебер      | Педро Трухиљо                |
| Марио Касиљас    | Мигел                        |
| Мати Хуитрон     | Барбара Ривера               |
| Родриго Видал    | Артемио                      |
| Марија Сорте     | Вивијан дел Анхел            |
| Тоњо Маури       | Алонсо                       |
| Марисол дел Олмо | Антонија                     |
| Кати Барбери     | Паула                        |
| Јадира Кариљо    | Марија Хосе                  |
| Клаудио Баез     | Кристобал                    |
| Нурија Бахес     | Миријам                      |
| Лурдес Мунхија   | Офелија                      |
| Маурисио Ерера   | Франко                       |
| Арлете Пачеко    | Бегоња                       |
| Дијана Брачо     | Ана Хоакина (у младости)     |
| Едит Маркез      | Лусијана (у младости)        |
| Андрес Гутјерез  | Хуан де ла Круз (у младости) |